# Batalla d'Al-Qurnah
La batalla d'Al-Qurnah va tenir lloc entre el 3 i el 9 de desembre de 1914, durant la campanya de Mesopotàmia de la Primera Guerra Mundial, entre les forces britàniques i les forces otomanes que s'havien retirat de Bàssora després de perdre en la batalla de Bàssora.

## Antecedents
Al capturar Bàssora, els britànics van aconseguir un important centre industrial i de comunicacions. Els otomans es van retirar riu amunt del Tigris. Els britànics van veure necessari assegurar la seva posició en Bàssora i dels camps petrolífers d'Abadan.
Després de la conquesta de Bàssora, el comandant de les tropes otomanes i exgovernador de Bàssora, Subhi Bey, va tractar de reunir les seves tropes i construir una nova posició defensiva a fi d'evitar un nou avanç de les tropes britàniques cap a Bagdad. Per a això, va triar la petita Al-Qurnah, a l'aiguabarreig dels rius Tigris i Èufrates, que el va proporcionar la protecció de la carretera cap a Bagdad i podria controlar les vies d'aigua, que es veien amenaçades per les canoneres britàniques. A més, va demanar el reforç dels 17.000 soldats otomans que eren a Al-Kūt, que haurien utilitzat Al-Qurnah com a trampolí per a la reconquesta de Bàssora, que estava defensada amb només 6.000 soldats britànics

## Batalla
Després d'un reconeixement fet per la Royal Navy, el comandant de les forces britàniques a Mesopotàmia, Arthur Barrett, va ordenar al General Major C.I. Fry atacar Al-Qurnah.
Durant la nit del 3 de desembre, l'avantguarda britànica, sota el comandament de tinent coronel Frazer, formada per dos batallons de l'Índia (la 104th Wellesley's Rifles i la 110th Mahratta Light Infantry), i una doble companyia de soldats britànics del Norfolk Regiment acompanyats amb dues corbetes i una canonera que va viatjar riu amunt des de Bàssora.
Al matí del 4 de desembre, els britànics es van posicionar al davant d'Al-Qurnah, a la riba oposada del riu Tigris, després d'haver eliminat les febles posicions defensives otomanes de Muzereh. El mateix dia, van fer el primer intent de creuar el Tigris. Els vaixells de la Royal Navy a l'Èufrates van mantenir als otomans sota el foc d'artilleria mentre que les tropes britàniques avançaven a través de camp obert per a intentar creuar el Tigris, però només el podien creuar al mateix Al-Qurnah i finalment la força britànica es va retirar al seu campament a uns quants quilòmetres riu avall.
Aquestes tropes foren reforçades per la resta del Regiment de Norfolk, la 7th Rajputs, la 120th Rajputana Infantry, i alguns canons de muntanya, per a intentar-ho de nou. Després de l'arribada d'aquestes tropes al matí del 6 de desembre, el britànics disposaven d'uns 2.100 soldats i 16 canons de campanya. L'endemà, aquestes tropes van atacar els otomans al palmerar subjacent a la riba oriental del Tigris des de Muzereh, on s'havien assentat entre 1000 i 2.000 homes. Les tropes otomanes d'aquest costat del riu es van retirar riu amunt, abandonant al-Qurnah.
Els otomans es van traslladar de nou a les posicions que havien perdut en el combat anterior, pel que les tropes britàniques i índies van haver de tornar a prendre aquestes posicions. Una vegada més els otomans es van retirar, però els britànics no van poder travessar el riu a Al-Qurnah. Es van enviar al Tigris el 8è, 104è i el 110è d'infanteria per a trobar un lloc per on creuar. Ho van fer, i al fer-ho van tallar la retirada dels otomans cap al nord, mentre que les canoneres van mantenir un bombardeig eficaç sobre les seves posicions a la ciutat.
Durant la nit del 8 de desembre, un vaixell de vapor otomà navegava pel riu amb les llums enceses i fent sonar les sirenes. El Tinent Comandant Wilfrid Nunn de la canonera britànica HMS Espiegle va permetre pujar a bord a tres oficials otomans que pertanyien a una delegació que volien negociar la rendició. Els otomans volien lliurar la ciutat i marxar lluny. Nunn, que no estava en contacte amb el General Major Fry, va insistir en la rendició incondicional, cosa que va molestar als otomans. No obstant això, finalment van estar d'acord.
El 9 de desembre, el comandant de les forces otomanes, el coronel Subhi Bey, es va rendir als britànics. Es van fer presoners 42 oficials i 989 soldats otomans.
Les pèrdues britàniques i índies van ser de 27 soldats morts i 242 ferits, i 2 mariners morts i 10 ferits.

## Conseqüències
La batalla d'Al-Qurnah va ser important perquè va donar als britànics una línia de front segura al sud de Mesopotàmia. Bàssora va quedar assegurada i les refineries de petroli d'Abadan estaven fora de perill.
No obstant això, els otomans van atacar Sahiba, i posteriorment els britànics van llançar una ofensiva per a prendre Bagdad.